# Gondwanatherium
Gondwanatherium es un género extinto de mamíferos perteneciente al suborden Gondwanatheria que vivieron en la Patagonia (Sudamérica) durante la «era de los dinosaurios», concretamente en el Cretácico superior.
El género y la especie fueron descritos por el paleontólogo argentino José Bonaparte en 1986 (Bonaparte, 1986). Gondwanatherium significa «bestia de Gondwana».
La posición de los gondwanaterios dentro de la clase de los mamíferos no está todavía clara.

## Gondwanatherium patagonicum
La especie Gondwanatherium patagonicum fue descubierta en la Formación Los Alamitos, en la provincia de Río Negro de la Patagonia argentina, en depósitos datados en el Cretácico superior.
Aunque es anterior al género Sudamerica, Gondwanatherium se considera anatómicamente más avanzado. Por ello un linage ancestral sobrevivió a descendientes suyos que estaban más especializados.